# Whangaroa Harbour

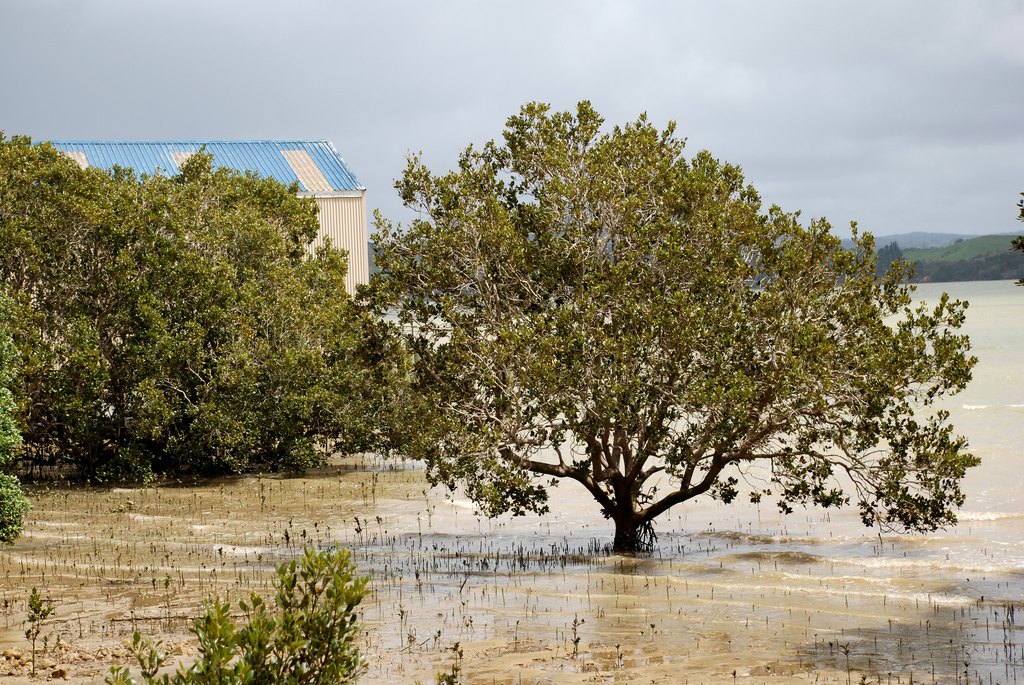
Mangroven im Whangaroa Harbour

Der Whangaroa Harbour ist ein Naturhafen an der Nordostküste der Nordinsel von Neuseeland.

## Namensherkunft
Der Māori-Name Whangaroa bedeutet übersetzt so viel wie „langer Hafen“.

## Geographie
Der Whangaroa Harbour befindet sich rund 27 km nordwestlich von Kerikeri mit einem Zugang über die Whangaroa Bay zum Pazifischen Ozean. Der Naturhafen, der rund 7 km ins Landesinnere hineinreicht, verfügt beidseitig über mehrere tief liegende und zerklüftete. bis zu 2,5 km lange Buchten. An der breitesten Stelle misst das Gewässer 3,5 km. Der Whangaroa Harbour verfügt über eine schätzungsweise 70 km lange Uferlinie.
Im Südwesten reicht das Hafengebiet bis an den New Zealand State Highway 10 heran, der im Nordwesten die Waihapa Bay, eine Bucht, des Naturhafens, überquert. Die beiden größten Zuflüsse bilden der von Süden kommende Pupuke River und der von Südosten kommende Kaeo River. In dem Hafengebiet befinden sich einige Inseln, von denen Milford Island, auch Wairaupo Island genannt, und Ohauroro Island mit Abstand die größten des Natarhafens sind.
An dem Südostufer im mittleren Bereich des Hafens befindet sich die größte Ansiedlung, Whangaroa, die u. a. über einen Yachthafen verfügt. An dem gegenüberliegenden Ufer liegt die nächstgrößere Siedlung Totara North. An dem gegenüberliegenden Ufer liegen die nächstgrößeren Siedlungen Totara North und Saies. Administrativ gehört der Whangaroa Harbour zum Far North District der Region Northland.

## Geologie
Das Gebiet des Naturhafens war ursprünglich ein Tal eines Flusses und wurde vor etwa 6.000 Jahren durch den ansteigenden Meeresspiegel geflutet. Die steile Felsformationen an den Ufern des Gewässers entstanden durch vulkanische Aktivitäten.

## Geschichte
Nach den Erzählungen der Māori erkundete während der Besiedlung Neuseelands das Waka (Kanu) Māhuhu-ki-te-rangi den Whangaroa Harbour. Später wurde das Gebiet von den Nachkommen des Waka Te Māmaru und Mataatua besiedelt.
Walfangschiffe und andere Schiffe liefen Whangaroa von 1805 bis 1809 an. Nachdem im Jahre 1809 66 Mannschaftsmitglieder und Passagiere der Boyd von Māori getötet worden waren, weil die Mannschaft den Sohn ihres Häuptlings ausgepeitscht hatte, mied man den Hafen und lief ihn erst 1819 wieder an. Im Juni 1823 gründeten die Wesleyaner im Hafengebiet eine Missionsstation.
Am 10. Januar 1827 griff der Häuptling Hongi Hika die ortsansässigen Māori an, um die Kontrolle über die in der Gegend wachsenden Kauri-Bäume zu erlangen. Obwohl er die Missionsstation unbehelligt ließ, gaben die Wesleyaner sie aus Furcht vor Angriffen Hongi Hikas auf. 1828 starb Hongi Hika in Whangaroa an einer Wunde, die er 14 Monate vorher im Gebiet um Hokianga Harbour erhalten hatte.
Europäer siedelten an den Ufern in den 1840er Jahren, und eine Missionsstation der katholischen Kirche wurde in Waitaruke errichtet. Der Hafen wurde ein Zentrum der Holzfällerei und des Sammelns von Kauri-Harz. Sägewerke und Schiffswerften entstanden, und zwischen 1850 und 1909 wurden über 100 Schoner, Brigantinen und Ketche hier gebaut.  Kauristämme wurden zu Flößen zusammengekettet und von Dampfschleppern geschleppt; für die Strecke nach Auckland benötigte man drei Tage. Im frühen 20. Jahrhundert befand sich in der Sea Sick Bay nahe dem Südende der Hafenzufahrt eine Walfangstation, die in den 1920ern an die Ranfurly Bay auf der Nordseite der Zufahrt verlegt wurde.
Im Rahmen der Verhandlungsrunden zum Abkommen CRAMRA fanden sich im März 1986 einige Diplomaten um den Neuseeländer Christopher Beeby in der Bucht zusammen. Sie wollten die Abgeschiedenheit des Ortes nutzen, um einige entstandene Schwierigkeiten zu beseitigen und Kompromisse zu finden.

## Nutzung
Der Whangaroa Harbour ist bei Anglern und Sportfischern beliebt und über den Yachthafen, der 1997 eröffnet wurde, werden Touren zum Hochseefischen im Pazifischen Ozean organisiert.

## Natur
Im südlichen Teil des Hafens gibt es ausgedehnte Mangrovensümpfe, und einige der ältesten Fossilien der Nordinsel aus dem frühen Perm vor etwa 270 Millionen Jahren wurden im Gebiet Whangaroa gefunden.